# لمانت دوزیر
لمانت دوزیر (انگلیسی: Lamont Dozier؛ زادهٔ ۱۶ ژوئن ۱۹۴۱ – درگذشته ۸ اوت ۲۰۲۲) موسیقی‌دان، خواننده، ترانه‌سرا و تهیه‌کننده موسیقی اهل ایالات متحده آمریکا بود. وی از سال ۱۹۶۲ میلادی تا سال ۲۰۲۲ مشغول فعالیت بود.